# さいたま市立大牧小学校
さいたま市立大牧小学校（さいたましりつ おおまきしょうがっこう）は、埼玉県さいたま市緑区にある公立小学校。

## 規模
- 2014年度 - 児童数525人17学級。

## 沿革
- 1982年（昭和57年）4月1日 -　尾間木小学校より分離独立し、浦和市立大牧小学校が開校。
- 2001年（平成13年）5月1日 - さいたま市誕生により、さいたま市立大牧小学校に改称。
- 2008年（平成20年）6月 - 全教室にエアコンを設置。

## 学区
- 大字大間木（1506番地～1544番地・1546番地～最終番地）
- 大字大牧（360番地～1335番地・1353番地～最終番地）
- 東浦和5丁目、東浦和6丁目、東浦和7丁目
- 大字下山口新田
- 大字蓮見新田

## 交通
- JR東浦和駅から徒歩14分。

## 著名な出身者
- 蓮見孝之 - TBSアナウンサー[1][2][3]